# Rede Clima
A Rede Brasileira de Pesquisas sobre Mudanças Climáticas Globais, mais conhecida como Rede Clima, é uma organização brasileira dedicada a dar apoio às atividades de pesquisa e desenvolvimento do Plano Nacional de Mudanças Climáticas e produzir e disseminar conhecimento para que o Brasil possa responder aos desafios representados pelo aquecimento global.
A Rede foi instituída no âmbito da Política Nacional sobre Mudança do Clima em 20 novembro de 2007 pelo então Ministério da Ciência e Tecnologia, e alterada pelas Portarias nº 262, de 2 de maio de 2011, e nº 1295, de 16 de dezembro de 2013. A organização está sediada no Instituto Nacional de Pesquisas Espaciais (INPE). Em 2017 seu coordenador-geral é Moacyr Cunha Araújo Filho, Doutor em Física e Química do Meio Ambiente, que coordena também o Comitê Científico. No Conselho Diretor estão Carlos Afonso Nobre, Adriano Santhiago de Oliveira, José Raphael Lopes Mendes de Azeredo, Antônio Divino Moura, Carlos Augusto Vaz de Souza, Fernando Araldi, Jorge Paglioli Jobim, Ana Flávia Rodrigues Freire, Luiz Bevilacqua, Paulo Eduardo Artaxo Netto, Luiz Pinguelli Rosa, Antônio Claudio Almeida de Carvalho, Marcos Vinícius Cantarino, Kátia Matsumoto Tancon, Beatriz Martins Carneiro, Onivaldo Randig e Carlos Eduardo Sartor.
Em sua atividade a Rede mobiliza dezenas de grupos de pesquisa em universidades e institutos, organizados em sub-redes temáticas: Agricultura, Biodiversidade e Ecossistemas, Cidades, Desastres Naturais, Desenvolvimento Regional, Divulgação Científica e Mudanças Climáticas, Economia, Energias Renováveis, Modelagem Climática, Oceanos, Políticas Públicas, Recursos Hídricos, Saúde, Serviços Ambientais dos Ecossistemas, Usos da Terra e Zonas Costeiras.
Uma das suas conquistas mais importantes é o desenvolvimento do primeiro modelo climático nacional, o Modelo Brasileiro do Sistema Terrestre, que contribui com dados para o Painel Intergovernamental sobre Mudanças Climáticas e o Painel Brasileiro de Mudanças Climáticas elaborarem seus grandes relatórios. Em 2013 a Rede organizou sua primeira conferência, onde apresentou os resultados obtidos até a data, e estabeleceu como metas futuras uma concentração nos estudos de impacto ambiental e adaptação ao aquecimento global, monitoramento da produção científica ligada ao tema das mudanças climáticas, estimativa da receptividade do público às propostas de redução de emissões de gases estufa e a projetos de desenvolvimento sustentável, entre outros tópicos.